# プリンス・タゴエ
プリンス・タゴエ（Prince Tagoe, 1986年11月9日 - ）は、ガーナ出身の同国代表のサッカー選手。ポジションはフォワード。テイゴー、タゴーとも表記される。

## 経歴

### クラブ

#### 初期
ガーナのアクラ・ハーツ・オブ・オークでプロデビューし、2005年に18得点を挙げ得点王に輝く活躍を見せたことでドイツの1.FSVマインツ05への移籍が間近に迫るも破談となり、代わりにサウジアラビアのアル・イテハドへ移籍した。アル・イテハドでは、シエラレオネ代表のモハメド・カロンやカメルーン代表のジョゼフ＝デジレ・ジョブと共に攻撃陣を形成し得点を量産。UAEのアル・シャバーブ・アル・アラビークラブを経て、2007年にサウジアラビアへ戻りアル・イテファクと契約すると、AFCチャンピオンズリーグ2009で6試合8得点と得点王争いをするほどの活躍を見せたことでヨーロッパの注目を浴びるようになった。

#### ホッフェンハイム
2009年6月9日にドイツのTSG1899ホッフェンハイムと3年契約を結ぶも、それから51日後に心臓に問題が見つかったため8月1日に契約解除される事態となった。この決定に対し、タゴエの弁護士はセカンド・オピニオンが心臓の状態に異常は見られなかったとの診断から法廷闘争に出る構えを見せ、8月20日には早期の一方的な契約解除はFIFAの規約に違反すると発表した。その後、身体検査のデータが改ざんされていたことが判明した結果、ドイツサッカーリーグ機構 (DFL) は、タゴエのフィットネスを判断するために健康診断を要請。さらに10月21日には、この健康問題を理由に契約解除をするのは妥当ではないとし、12月の最終検査の結果で資格を復活させるかどうか決定すると発表。身体検査で心臓に問題が見つかることはなく、同年12月22日にプレー資格が復活し、試合出場が可能なった。
2010年1月30日のシャルケ04戦で82分からボリス・ヴクチェヴィッチに代わりデビューし、2月9日のDFBポカール準々決勝・ヴェルダー・ブレーメン戦で初得点を記録。5月1日のアイントラハト・フランクフルト戦（アウェー2-1）で途中出場からリーグ戦初得点を挙げた。
パルチザンにローン
2011年1月31日に完全移籍のオプション付きでセルビアのパルチザン・ベオグラードへ貸し出されると、デビュー戦のFKインジヤ戦で2得点を挙げ、次のFKハイドゥク・クラ（アウェー）戦とOFKベオグラード戦（ホーム）でも立て続けに得点を挙げた。さらに、セルビア・カップ第1戦で行われたレッドスター・ベオグラードとのヴェチティ・デルビで2得点を挙げ、2-0の勝利に導くなど加入後すぐさまに活躍を見せた。最終的に12得点（リーグ戦9得点, カップ戦3得点）を記録し、ダブル達成に貢献したが、チームに留まることはなかった。

#### ブルサスポル
2011年9月1日にトルコのブルサスポルへ3年契約で移籍し、10月26日のオルドゥスポル戦（1-1）で初得点を記録したが、この得点が2011-12シーズンに記録した唯一のものとなった。
2013年1月にアル・イテファクへ半年の期限で貸し出された。

### 代表
2006年1月15日のチュニジアとの親善試合でラトミル・ドゥイコヴィッチ監督率いるガーナ代表デビューを果たすと、アイザック・ボアキエ, バフォー・ギャンと経験豊富な2名を追い落とし、同年のアフリカネイションズカップ2006のメンバーに選出され、セネガル戦とジンバブエ戦の2試合に出場した。
ミロヴァン・ライェヴァツ監督の下で2010 FIFAワールドカップのメンバーに選出され、グループリーグ全3試合に先発出場をしたが、ウルグアイに敗れた準々決勝を含め決勝ラウンドでの出番はなかった。

## 代表歴

### 出場大会
- ガーナ代表
  - 2010 FIFAワールドカップ

### 試合数
- 国際Aマッチ 36試合 7得点（2006年-2012年）[18]

| ガーナ代表 | 国際Aマッチ | 国際Aマッチ |
| 年         | 出場        | 得点        |
| ---------- | ----------- | ----------- |
| 2006       | 4           | 0           |
| 2007       | 1           | 0           |
| 2008       | 6           | 2           |
| 2009       | 5           | 2           |
| 2010       | 8           | 1           |
| 2011       | 8           | 2           |
| 2012       | 4           | 0           |
| 通算       | 36          | 7           |

## タイトル
- ガーナ・プレミアリーグ得点王 : 2005